# ایرکماندر ۵۰۰
اِیرو کُمَندِر، که در ایران به «ایر کماندر» معروف است، هواپیمای سبک دوموتوره‌ای بود که شرکت آیرو دیزاین، از شعبه‌های شرکت راک‌ول می‌ساخت. واژه انگلیسی ایرو کمندر (Aero Commander) به معنی «فرمانده هوایی» است.
دولت ایران چند فروند از این هواپیما را در اختیار دارد.

## حوادث در ایران
1. در دهه ۱۳۴۰ یک فروند آن در نزدیکی درگز با تیراندازی جنگنده‌های شوروی سقوط کرد.
2. در شب ۱۹ مهر ماه ۱۳۹۳ یک فروند از این هواپیما که افسران و فرماندهان عالی‌رتبه نیروی انتظامی را به زاهدان می‌برد در راه دچار سانحه شد و همه هفت سرنشین آن جان باختند.[۱]